# Dhaka (district)
Pour les articles homonymes, voir Dhaka.
Dhaka est un district du Bangladesh. Il est situé dans la division de Dhaka. La ville principale est Dhaka.

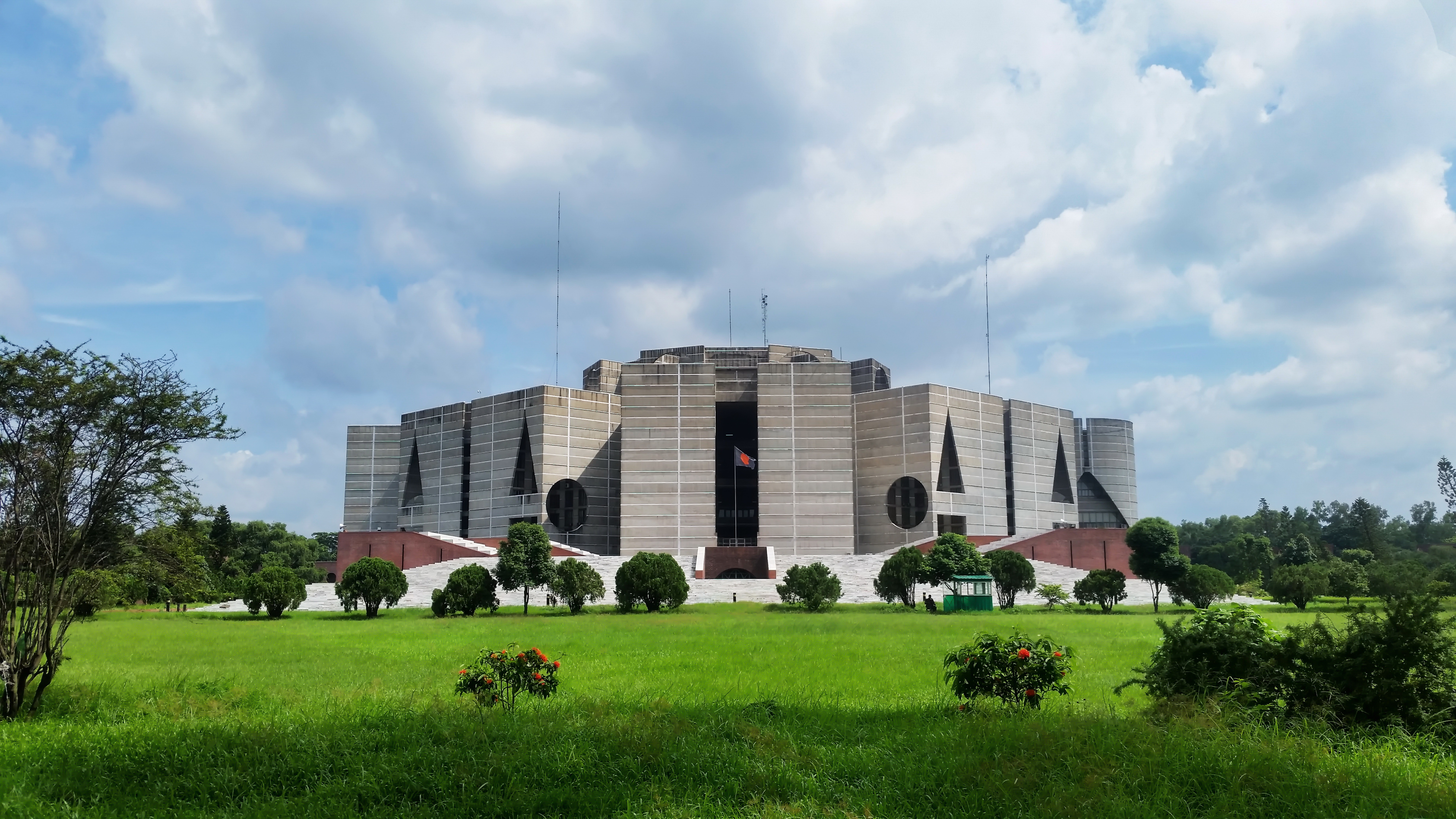
Bâtiment du Parlement national